# An Blascaod Mór
An Blascaod Mór (på engelska Great Blasket Island) är den största av Blasketöarna, en ögrupp utanför grevskapet Kerrys kust i sydvästra Irland. Ön är känd för det stora antal iriska författare som levde och skrev på ön under 1900-talets första hälft.

## Geografi
An Blascaod Mór ligger väster om byn Dún Chaoin på Dinglehalvön, ca två kilometer från fastlandet. Ön är sex kilometer lång och relativt hög med mycket branta klippor. Dess högsta punkt, An Cró Mór, är 292 meter hög. På grund av dess utsatta läge i Atlanten växer inte ett enda träd på ön. På den östra sidan strax nedanför byn finns en stor sandstrand.

## Historia
På grund av sitt utsatta läge var ön aldrig hem för någon större befolkning. Den enda byn på ön hade som mest ca 150 invånare. Efter Irlands självständighet började allt fler unga lämna ön, som saknade såväl vatten som el, i jakt på ett bättre liv på fastlandet eller i USA. År 1953 evakuerades de sista invånarna. Ett dödsfall där hårda stormar hindrade en läkare att ta sig till ön fick myndigheterna att fatta beslutet att de inte längre kunde garantera invånarnas säkerhet. De flesta av de evakuerade öborna talade nästan enbart iriska och valde att bosatta sig i Dún Chaoin i Dingles Gaeltacht där de dels kunde fortsätta prata sitt språk, dels åka ut till sina gamla hem. An Blascaod Mór är idag bebodd under sommarmånaderna, då det även går flera båtturer till ön från hamnen i Dún Chaoin, men har ingen fast bosatt befolkning.

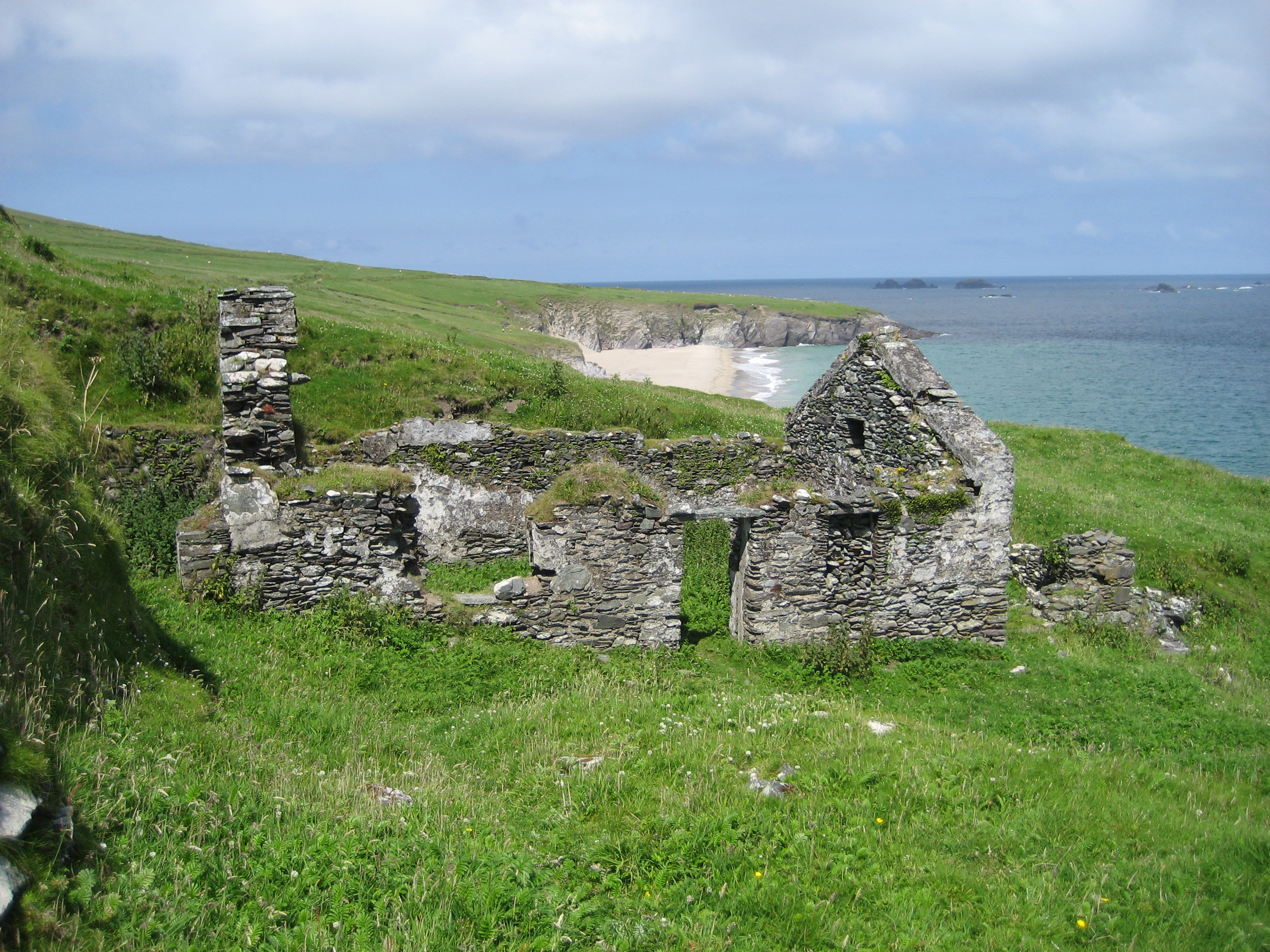
Ett övergivet hus på ön